# 陈兰通
陈兰通（1938年1月—），男，福建莆田人，中华人民共和国政治人物，中华全国归国华侨联合会原副主席，中国企业联合会副会长，中国企业家协会副会长，中共十三大代表，第九、十届全国政协委员。